# Kerstin Holm
Kerstin Holm (* 23. August 1958 in Hamburg) ist eine deutsche Journalistin und Autorin. Sie arbeitet seit 1987 für die Frankfurter Allgemeine Zeitung (FAZ).

## Leben und Wirken
Nach dem Abitur und einem Jahr College in den Vereinigten Staaten studierte sie zunächst Musik und Grafikdesign. Dann wandte sie sich der russischen Sprache und Kultur zu. Sie studierte Musikwissenschaft, Slawistik, Romanistik und Germanistik an den Universitäten Hamburg, München, Wien und Konstanz bis zum Staatsexamen und Magister. 1987 trat sie in die „Redaktion Geisteswissenschaften“ der FAZ ein. Von 1991 bis 2013 berichtete sie aus dem Gebiet der Gemeinschaft Unabhängiger Staaten und besonders der Russischen Föderation über kulturelle und gesellschaftliche Themen.
2013 kehrte sie in die FAZ-Zentrale zurück.

## Veröffentlichungen
Bücher
- 2003: Das korrupte Imperium – ein russisches Panorama. Hanser, München ISBN 978-3-446-20378-5.
- 2008: Rubens in Sibirien. Berlin Verlag, Berlin ISBN 978-3-8270-0728-5. (über Beutekunst aus Deutschland in der russischen Provinz)
- 2012: Moskaus Macht und Musen – hinter russischen Fassaden, AB – Die Andere Bibliothek, Berlin, ISBN 978-3-8218-6213-2. (Eine Anatomie der russischen Gesellschaft aus der Sicht zweier Schriftsteller – Wladimir Georgijewitsch Sorokin und Alina Wituchnowskaja – sowie zweier Komponisten – Wladimir Martynow (* 1946) und Wladimir Tarnopolski (* 1955)).[3]

Artikel (Auswahl)
- Februar 2007: Russlands Venusfallen – Wie angle ich mir einen Millionär? Text
- Juli 2012:Protest in Russland – Der angekündigte Tod der Opposition. Text
- Januar 2013: Brief aus Moskau Text, in Le Monde diplomatique – deutsche Ausgabe
- Juli 2014: Abschuss von Flug MH17 – Russisches Lockerbie. Text
- September 2014: Ukraine-Krise – Lesen Sie Putins Stellenbeschreibung. Text
- Dezember 2014: Raus aus der Quengelecke Text (zum Verschleierungsverbot und zur Burka)
- Juli 2015 Nobelpreis für ein Plagiat. Die Ruhmsucht der Sowjetunion Text (über fragliche Autorschaft von Scholochows „Stillen Don“)